# Barjonia erecta
Barjonia erecta är en oleanderväxtart som först beskrevs av Vell., och fick sitt nu gällande namn av Karl Moritz Schumann. Barjonia erecta ingår i släktet Barjonia och familjen oleanderväxter. Inga underarter finns listade i Catalogue of Life.